# Naranja (color)
El naranja, anaranjado, naranjo o naranjado es el color intermedio entre el rojo y el amarillo que se percibe ante la fotorrecepción de una luz cuya longitud de onda dominante mide entre 595 a 630 nm. Se le conoce así por el fruto del naranjo, es decir, de la naranja.
Las denominaciones de color «naranjado» y «anaranjado» abarcan al conjunto de colores similares al naranja, anaranjados.
Las zanahorias también poseen este color debido a la gran cantidad de betacaroteno presente en su raíz.

## Etimología

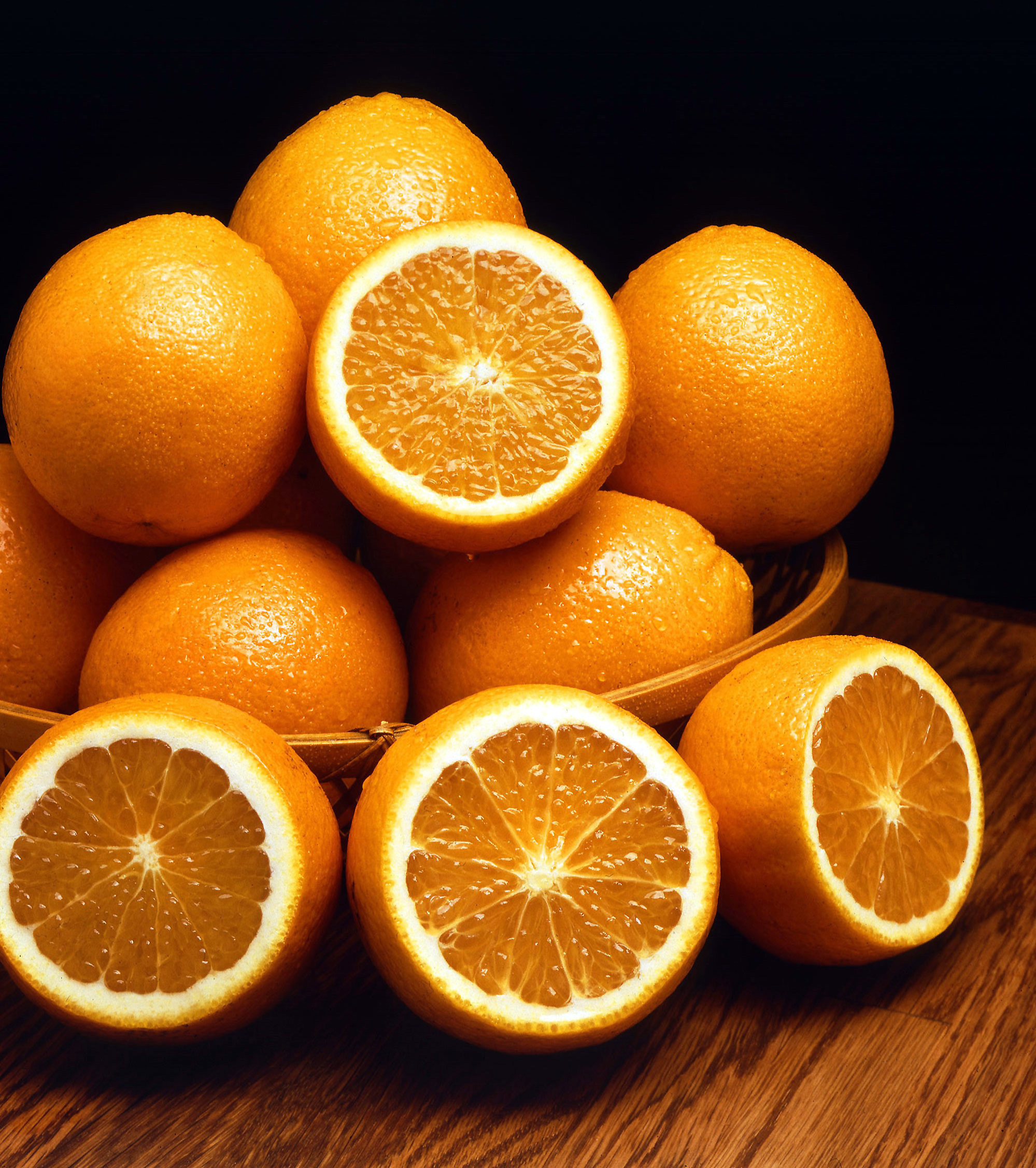
Naranjas, frutas de origen asiático

La palabra naranja deriva del Árabe andalusí naranǧa, este del persa nārang, y este del sánscrito nāraṅga, ‘naranjo’.
Hasta la vigesimosegunda edición del Diccionario de la lengua española de la RAE, la palabra de preferencia para designar a este color era anaranjado, y el lema naranja hacía referencia a dicha palabra. A partir de la vigesimotercera edición, la definición más completa está bajo el lema naranja.
El Diccionario de la lengua española de la RAE también recoge la palabra naranjado para designar a este color. Según una gama de colores monocromatico el azul es el color opuesto al naranja.

### Localismos
En el habla popular de Puerto Rico, el color naranja es llamado china o chinita, nombres que también recibe la fruta.
En la República Dominicana el color es llamado mamey, probablemente por la fruta conocida como zapote o mamey.
En Chile se le suele denominar naranjo.
En España se usa en pocas ocasiones el término butano, en alusión al color de las bombonas que se usan para transportar este gas.
En Ecuador y el sur de Colombia se le denomina tomate, probablemente en referencia al solanum betaceum, conocido allí como tomate de árbol.
En Argentina, Uruguay, España, Colombia, Venezuela y Perú se lo denomina anaranjado o naranja.

## Propiedades

### Como color psicológico: cálido
El naranjado es considerado un color cálido, junto con el rojo, el amarillo y todas las coloraciones que tienden a estos.

### Como color sustractivo: terciario

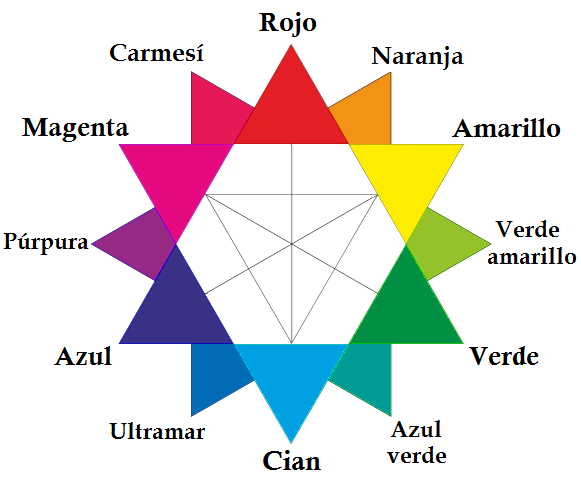
Producción de colores a partir de los primarios del sistema sustractivo. Mezclando cian, magenta y amarillo se obtienen los primarios rojo, verde y azul, y por mezclas sucesivas todos los demás colores.

En el sistema de síntesis sustractiva de color, donde los colores se crean mezclando pigmentos o tintes (pinturas, colorantes, tintas), los colores primarios son el cian, el magenta y el amarillo. El naranjado es un color terciario en este sistema, es decir que cuando se trabaja con pigmentos de cualquier clase, para obtener naranjado se deben mezclar primero dos de los colores primarios sustractivos (específicamente, magenta y amarillo), obteniendo rojo (primario), y luego mezclar a este con el amarillo. Alternativamente, se puede obtener naranjado mezclando magenta y amarillo en proporciones desiguales, donde la proporción de magenta debe ser aproximadamente la mitad que la de amarillo.
El procedimiento de impresión por cuatricromía (que se usa para imprimir, por ejemplo, libros y revistas en color) emplea los tres colores primarios sustractivos con el agregado de negro; de allí que un color para cuatricromía se describa mediante el porcentaje de tinta de cada uno de estos cuatro colores que entra en su composición. En este procedimiento se obtiene naranjado mezclando magenta y amarillo en diferentes proporciones. Así, un área impresa en color naranja estará compuesta por C=0 (0 % de cian), M=50 (50 % de magenta), Y=100 (100 % de amarillo) y K=0 (0 % de negro). Véase CMYK.

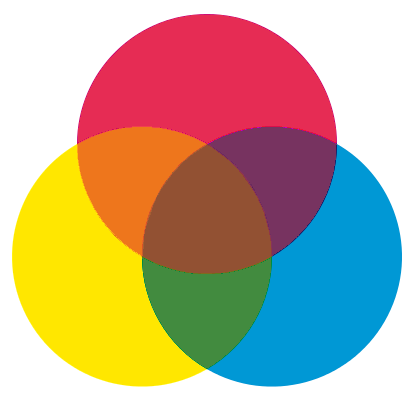
En el sistema sustractivo tradicional, el naranjado se logra mediante la mezcla de rojo y amarillo

#### Complementariedad
En este sistema de cromosíntesis, el color complementario del naranjado es el azul verdoso (color más azul que verde).

#### Como color sustractivo en artes plásticas: secundario
En pintura artística y otras disciplinas relacionadas, para obtener colores por mezcla suele usarse el sistema de síntesis sustractiva RYB, que utiliza rojo (R), amarillo (Y) y azul (B) como colores primarios.
Los estudios de Newton sobre la naturaleza de la luz y del color suscitaron numerosas teorías sobre los colores, no siempre correctas. A principios del siglo XVIII algunos tratados de pintura habían adaptado el círculo de colores creado por Newton a las necesidades del arte pictórico y señalaban que los tres colores primarios eran el rojo, el amarillo y el azul del círculo newtoniano. La práctica de utilizar esta tríada de primarios en pintura continúa hasta el día de hoy, por lo que en ese ámbito se suele obtener naranjado mezclando rojo y amarillo, a pesar de que actualmente se considera que el magenta, el cian y el amarillo es la tríada de primarios más adecuada para la síntesis de colores pigmentarios.

##### Complementariedad
En este sistema de cromosíntesis, el color complementario del naranjado es el azul.

### Como color aditivo

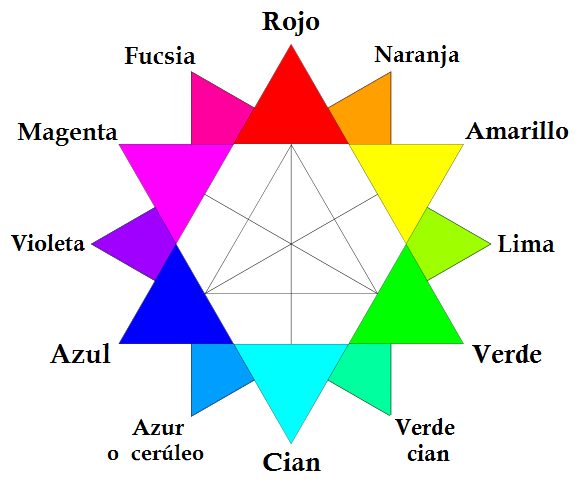
Producción de colores a partir de los primarios del sistema aditivo. Mezclando rojo y amarillo se obtiene el naranja.

En el sistema aditivo de síntesis de color, en el cual los colores se obtienen mezclando luz de color en lugar de pigmentos, los colores primarios son el rojo, el verde y el azul; para obtener naranja hay que superponer luz roja y luz verde en proporciones desiguales: la luz roja debe tener el doble de intensidad que la verde.
Este sistema aditivo de colores luz es el que utilizan los monitores y televisores para producir colores. En este sistema, un color se describe con valores numéricos para cada uno de sus componentes (rojo, verde y azul), indicando al rojo con «R», al verde con «G» y al azul con «B». En una escala de valores de 0 a 100, un naranja aditivo mediano se expresaría como R=100 (rojo al valor máximo), G=50 (verde a la mitad del valor) y B=0 (nada de azul). Véase RGB.

#### Complementariedad
En este sistema de cromosíntesis, el color complementario del naranja es el azur o cerúleo.

## Naranja espectral y colores web
Naranja espectral es, simplemente, el color naranjado de la región del espectro electromagnético que el ojo humano es capaz de percibir. La longitud de onda de la luz naranja es de alrededor de 615 nm; las frecuencias más altas que el naranja se perciben como rojo, y las más bajas como amarillo.

En el espectro de luz visible, el naranjado está entre el amarillo y el rojo.

Los colores web establecidos por protocolos informáticos para su uso en páginas web incluyen los tonos que se muestran debajo y que además son anaranjados espectrales. En programación es posible invocarlos por sus nombres, además de por sus valores hexadecimales. Véase colores HTML.
|                   | Gold                | Orange              | DarkOrange          | OrangeRed           |
| HTML              | #FFD700             | #FFA500             | #FF8C00             | #FF4500             |
| RGB               | (255, 215 , 0)      | (255, 165, 0)       | (255, 140, 0)       | (255, 69, 0)        |
| HSV               | (48°, 100 %, 100 %) | (39°, 100 %, 100 %) | (33°, 100 %, 100 %) | (16°, 100 %, 100 %) |
| Protocolo         | HTML / CSS / X11    | HTML / CSS / X11    | HTML / CSS / X11    | HTML / CSS / X11    |
| Long. onda aprox. | 591 nm              | 606 nm              | 613 nm              | 631 nm              |

### En el espectro newtoniano y en el arcoíris: segundo color
En Occidente, la interpretación tradicional del cromatismo del arcoíris sostiene que este contiene siete colores, que corresponden a los siete colores en que Newton dividió el espectro de luz visible. En este contexto, el naranjado es considerado el segundo color, tanto del espectro newtoniano como del arcoíris.

## En la naturaleza

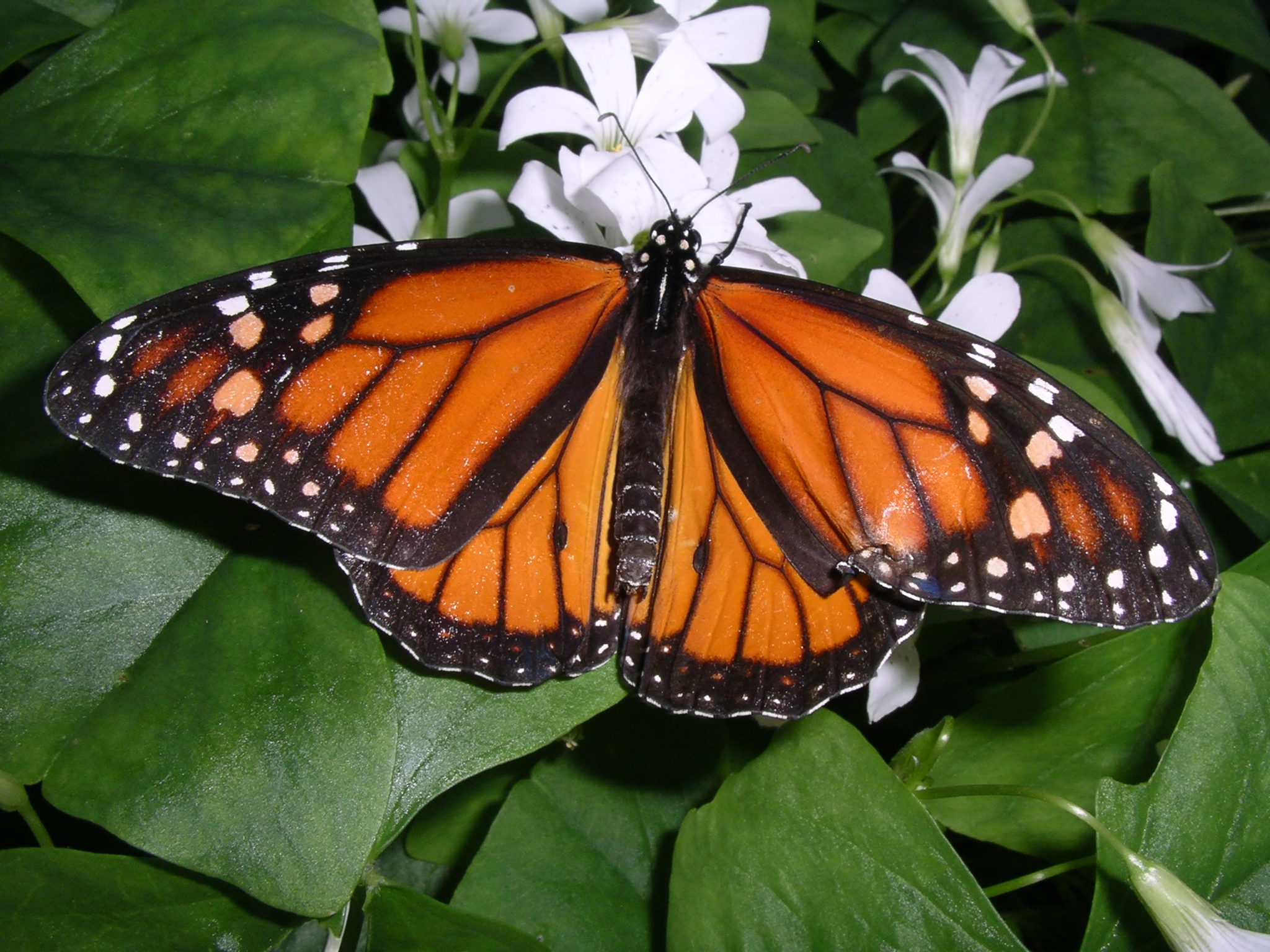
La mariposa monarca es un ejemplo bien conocido de aposematismo, donde se usa el color naranjado junto con negro y algo de blanco.

### Aposematismo
En la naturaleza, el color naranjado cumple un papel importante en la coloración de advertencia, también llamada aposemática, de los animales. Ciertas especies utilizan este color —generalmente en combinación con negro u otros colores contrastantes— para advertir a los depredadores de su toxicidad y/o mal sabor. El naranjado usado en estos casos es intenso, apropiado para distinguirse en el entorno natural, donde son más frecuentes los verdes, azules y marrones.    

### Diformismo sexual

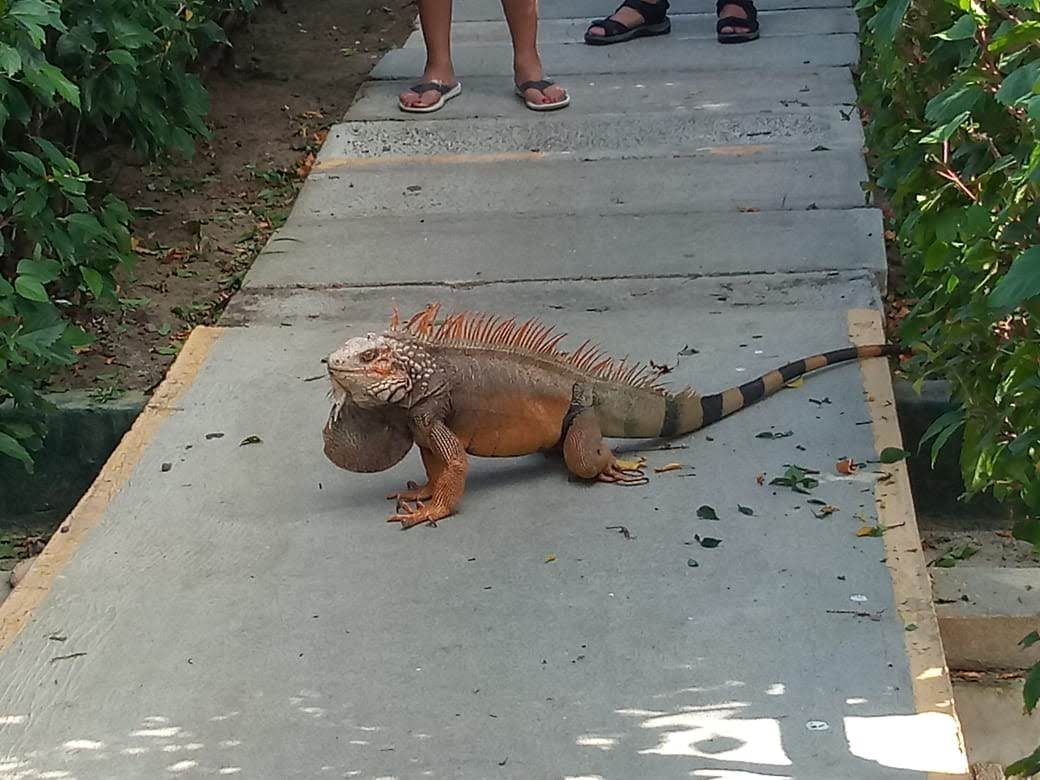
Si una iguana es macho se puede saber a simple vista por la coloración naranjada en la papada y la cresta.

En algunas especies, las iguanas, por ejemplo, los sexos se diferencian debido a la pigmentación naranjada (o de cualquier otro color) de uno de los dos sexos.

## Simbolismo y usos
- El color naranjado es representativo del budismo.
- El naranjado es el color de los siguientes partidos políticos:
  - People First Party, Taiwán.
  - Junilistan, Suecia.
  - Partido Humanista, Chile.
  - Izquierda Democrática, Ecuador.
  - Voluntad Popular (Venezuela) y Movimiento al Socialismo (MAS), Venezuela.
  - Movimiento Ciudadano, México
  - Fujimorismo, Perú
  - Ciudadanos-Partido de la Ciudadanía, España
  - Partido Nuevo, Argentina
  - Nuevo Espacio de Participación del Chaco, Argentina
- En deporte, las selecciones deportivas de los Países Bajos utilizan vestimenta naranjada.
- En equipos de fútbol, el naranjado es el color representativo de: Cobreloa (Chile), Wolverhampton (Inglaterra), Shakhtar Donetsk (Ucrania), Houston Dynamo (Estados Unidos) y Brisbane Roar (Australia), entre otros.
- En equipos universitarios de la NCAA, el naranjado identifica a los Auburn Tigers, Boise State Broncos, Clemson Tigers, Florida Gators, Illinois Fighting Illini, Miami Hurricanes, Oklahoma State Cowboys, Oregon State Beavers, Syracuse Orange, Texas Longhorns, Tennessee Volunteers y Virginia Cavaliers.
- En béisbol, el naranjado identifica a los Baltimore Orioles, Houston Astros, Miami Marlins, San Francisco Giants (MLB), Águilas del Zulia y Caribes de Anzoátegui (LVBP).
- En automovilismo, el naranjado ha identificado a McLaren, KTM y Spyker F1.
- Otros equipos que utilizan indumentaria naranjado son los Cincinnati Bengals y Denver Broncos de fútbol americano, los BC Lions de fútbol canadiense, los Greater Western Sydney Giants de fútbol australiano, los Wests Tigers de rugby 13, los Cheetahs, Jaguares y Sunwolves de rugby 15, y los Philadelphia Flyers de hockey sobre hielo.
- Muchas marcas comerciales utilizan el naranjado, entre ellas Blogger, Fanta, FedEx, GlaxoSmithKline, Gulf, Hankook, Harley-Davidson, ING, Jägermeister, Nickelodeon, Orange, The Home Depot y TNT.
- El color naranjado se usa a menudo para mejorar la visibilidad. Los cazadores, los trabajadores en carretera y otros cuya seguridad se basa en ser vistos a distancia suelen usar sombreros, chalecos, trajes y otras ropas de este color.
- El color estándar, naranjado brillante o naranjado internacional, se usa y está pensado para ofrecer un contraste óptimo respecto a colores existentes en la naturaleza. El puente Golden Gate está pintado de  naranja internacional.
- Los cables de teléfono y fibra óptica se recubren a menudo de tubos naranjados de polietileno.

## Galería

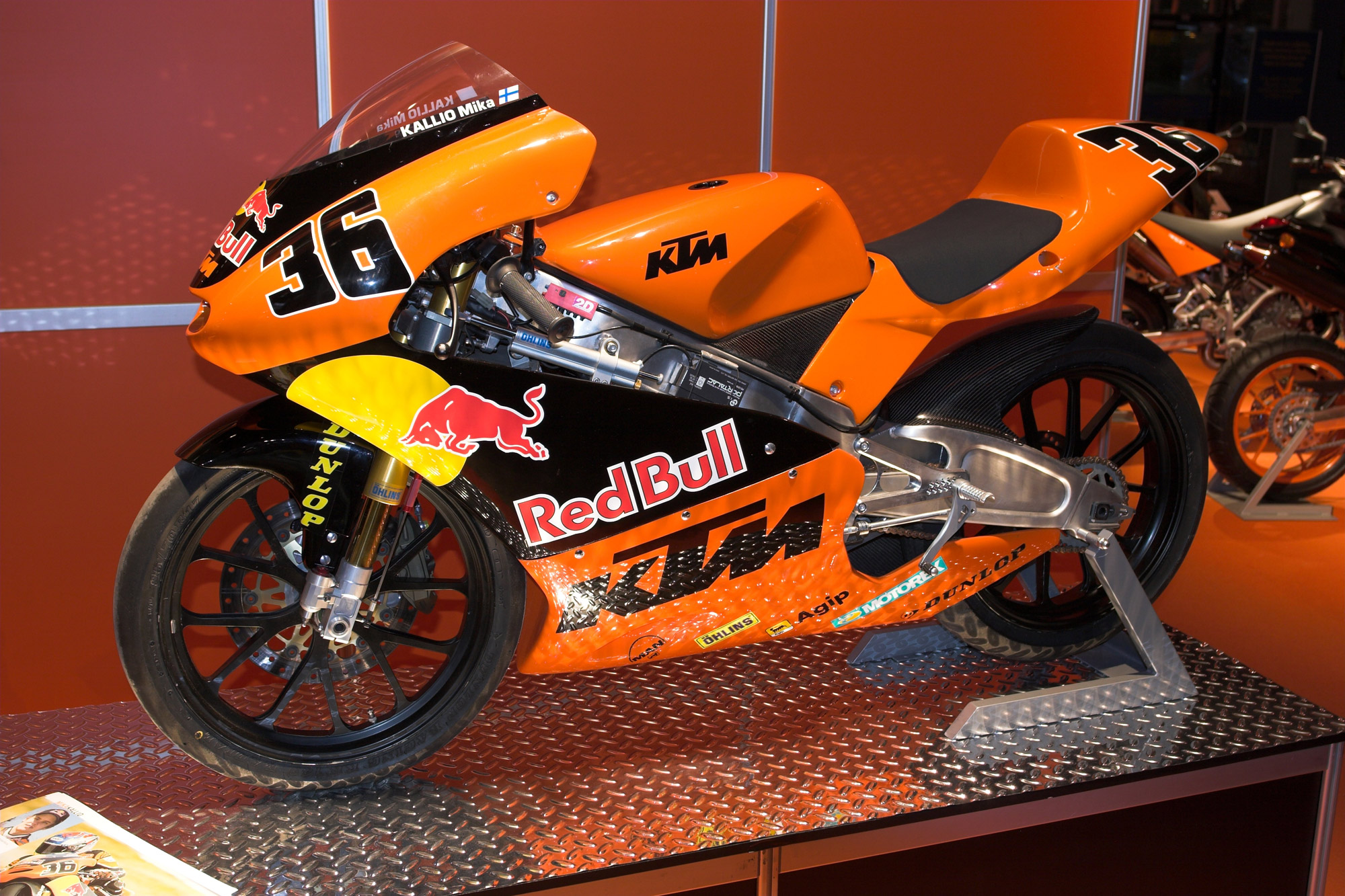
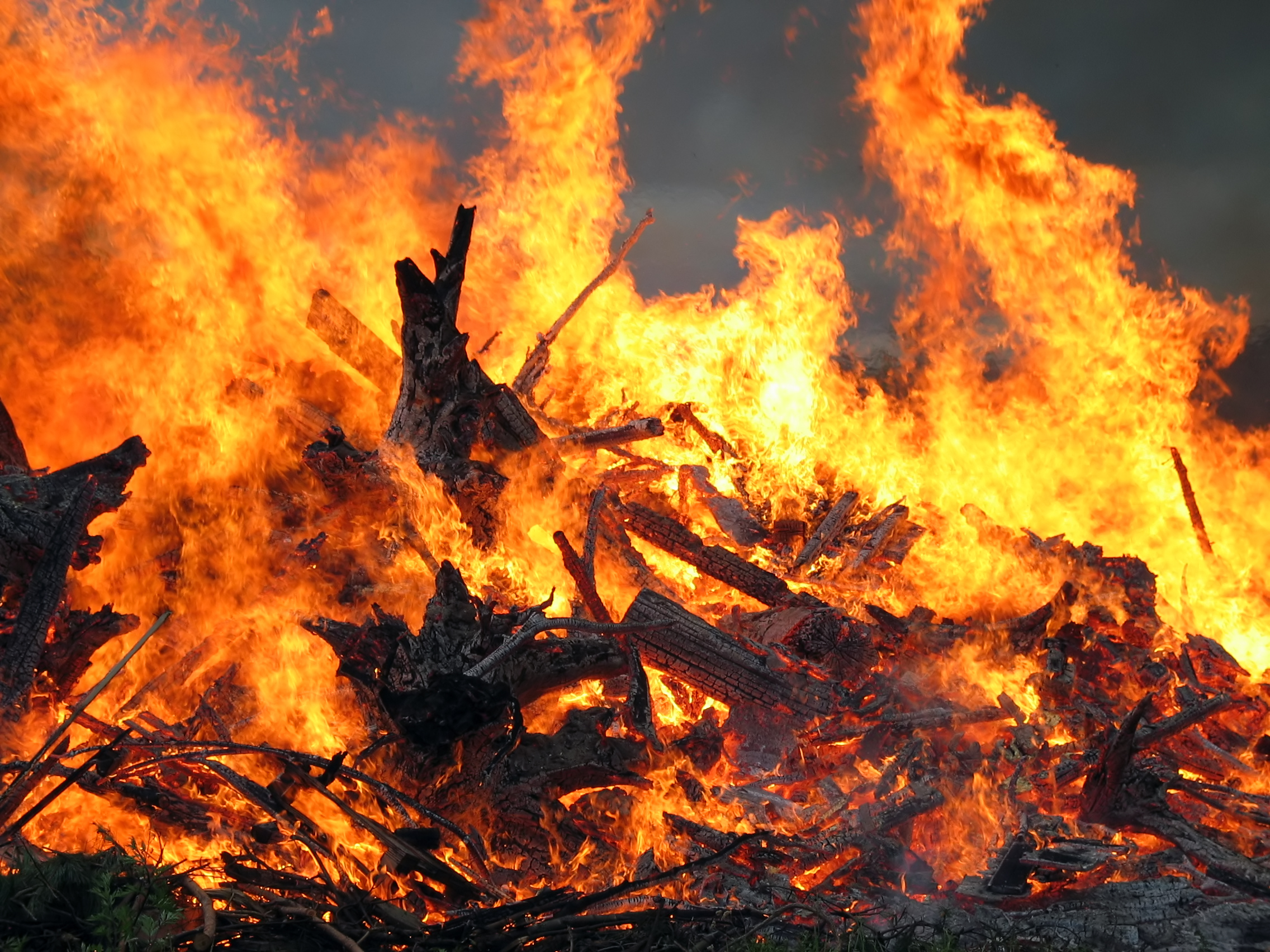
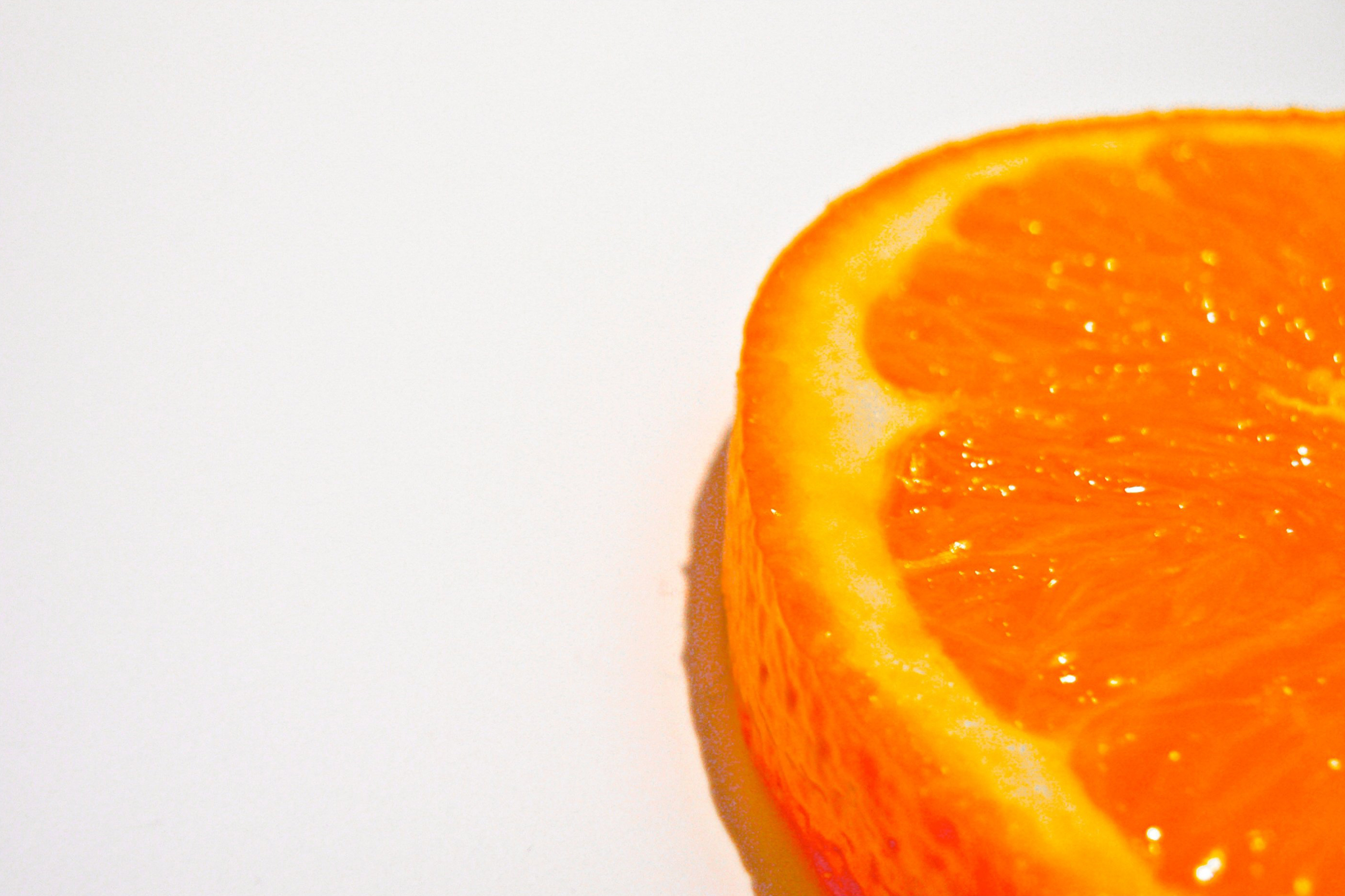
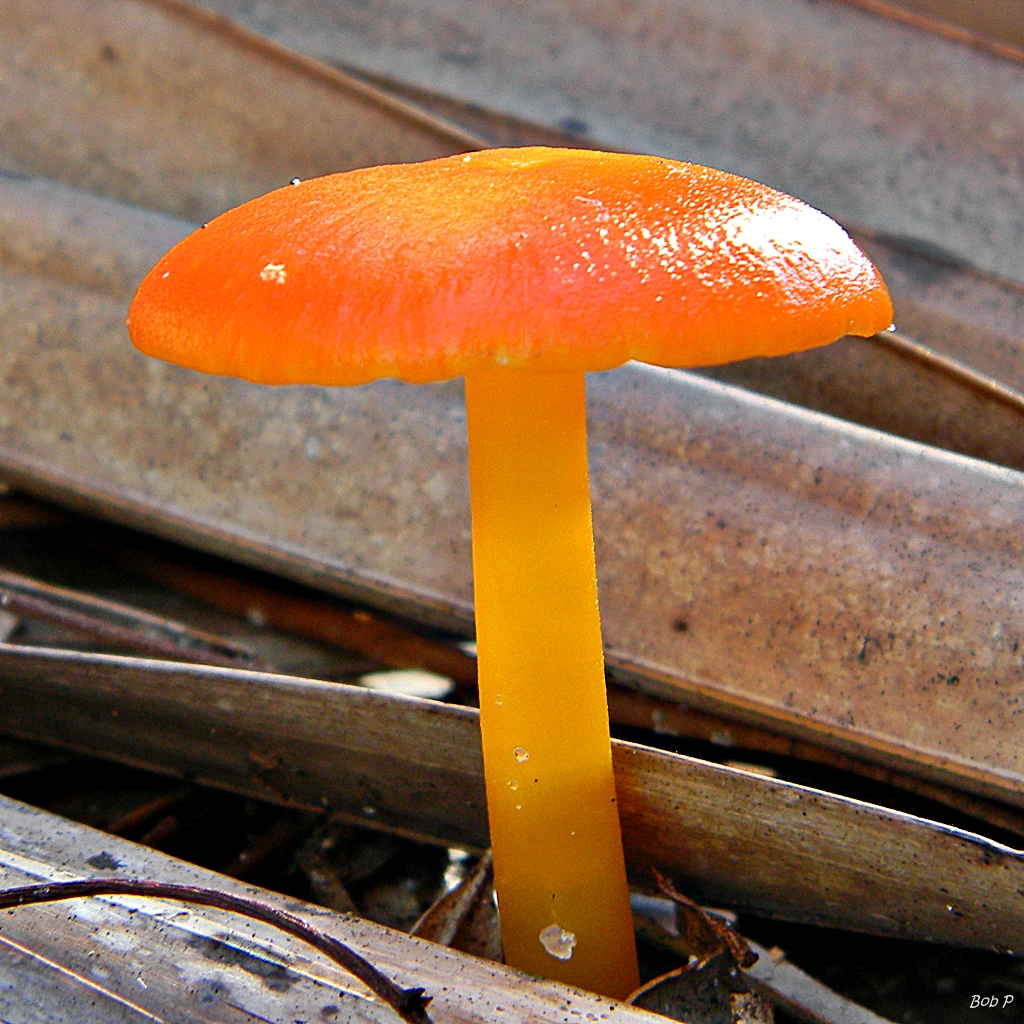
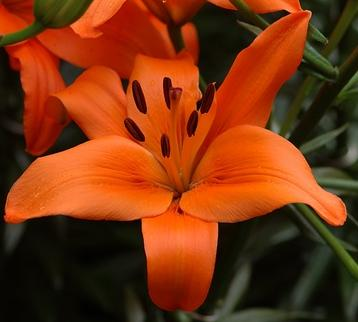
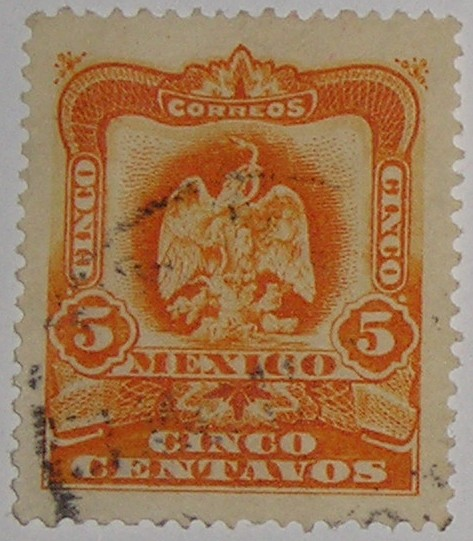
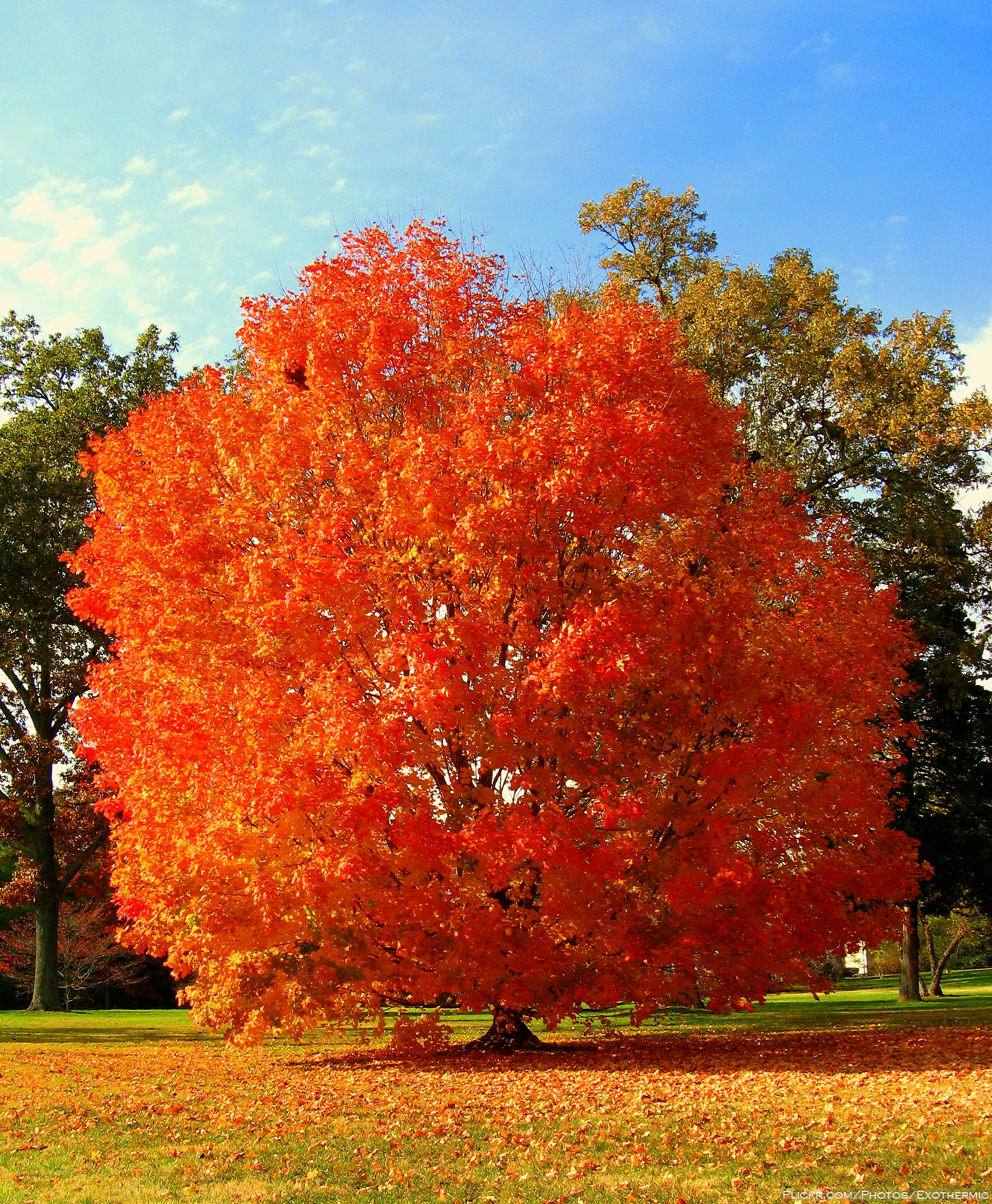
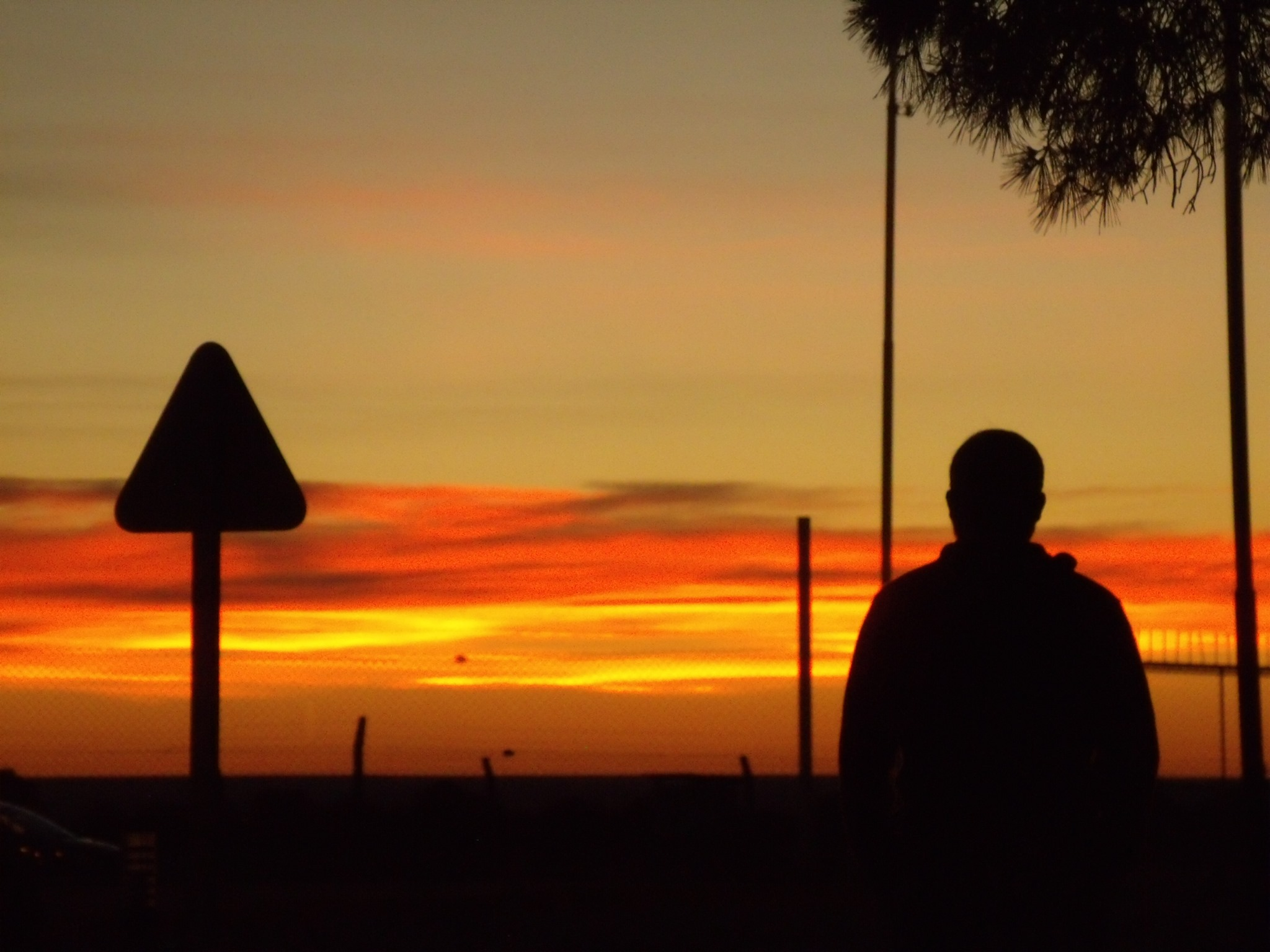

### Naranja heráldico
En heráldica el color naranjado se denomina anaranjado o aurora y es muy poco utilizado, además de tender a confundirse con el esmalte leonado.

El escudo de Armenia lleva en su centro un escusón naranjado
Escudo de la comuna francesa de Lamorlaye, con campo naranjado
Escudo de la comuna catalana de Cherta, que lleva «un naranjo arrancado de sinople, frutado de naranjado»
El escudo de Costa de Marfil

### Naranja vexilológico
En vexilología, el color naranjado es poco frecuente. Históricamente es un color muy ligado a la Casa de Orange, dinastía familiar real de los Países Bajos, aunque otras naciones también lo han utilizado.
En los ejemplos bajo estas líneas: el Estandarte Real de los Países Bajos, de uso personal del monarca neerlandés, con el naranjado de la Casa de Orange; la bandera de la India, cuyo naranjado se describe como color azafrán y significa «renunciación y desinterés»; y la bandera de Irlanda, donde el naranjado representa a los protestantes irlandeses y deriva del naranjado de las armas de Guillermo III de Orange–Nassau, rey de Inglaterra, Escocia e Irlanda entre 1689 y 1702.

Estandarte Real de los Países Bajos
Bandera de la India
Bandera de Irlanda
Bandera de Bután
Bandera de Niger
Bandera de Costa de Marfil
Bandera de Sri Lanka

### Naranja político
Véase colores políticos: naranja político.
Históricamente, el color naranjado fue utilizado por los whigs (liberales) británicos, aunque en la Europa de hoy en día, el color naranjado está asociado a la ideología de la democracia cristiana. En Hispanoamérica, concretamente en países como Argentina, México o Costa Rica, tiene connotaciones izquierdistas.

## Ejemplos de colores naranjados
| Nombre              | Muestra | Cod. Hex. | RGB | RGB | RGB | HSV | HSV  | HSV  |
| ------------------- | ------- | --------- | --- | --- | --- | --- | ---- | ---- |
| Amarillo indio      |         | #E3A857   | 227 | 168 | 87  | 35° | 62%  | 89%  |
| Amarillo naranja    |         | #F79F00   | 252 | 195 | 0   | 46° | 100% | 99%  |
| Ámbar               |         | #FFBF00   | 255 | 191 | 0   | 45° | 100% | 100% |
| Ámbar               |         | #E2893A   | 226 | 137 | 58  | 28° | 74%  | 89%  |
| Calabaza            |         | #EDAA7C   | 237 | 170 | 124 | 24° | 48%  | 93%  |
| Calabaza            |         | #FF7518   | 255 | 117 | 24  | 24° | 91%  | 100% |
| Llama               |         | #F98F1D   | 249 | 143 | 29  | 31° | 88%  | 98%  |
| Mandarina           |         | #ED872D   | 237 | 135 | 45  | 28° | 81%  | 93%  |
| Melón               |         | #FFA971   | 255 | 169 | 113 | 24° | 100% | 72%  |
| Naranjado           |         | #FF9F00   | 255 | 159 | 0   | 37° | 100% | 100% |
| Naranjado           |         | #FF7F00   | 255 | 127 | 0   | 30° | 100% | 100% |
| Naranjado cadmio    |         | #ED872D   | 237 | 135 | 45  | 28° | 81%  | 93%  |
| Naranja caqui       |         | #F38D3C   | 243 | 141 | 60  | 27° | 75%  | 95%  |
| Naranja persa       |         | #D99058   | 217 | 144 | 88  | 26° | 59%  | 85%  |
| Rojo anaranjado     |         | #E73C00   | 231 | 60  | 0   | 16° | 100% | 91%  |
| Naranjado zanahoria |         | #ED9121   | 237 | 145 | 33  | 33° | 86%  | 93%  |